# 会泽紫堇
会泽紫堇（学名：Corydalis mairei）为罂粟科紫堇属下的一个变种。

## 扩展阅读
維基物種上的相關：会泽紫堇